# 巴瓜萊斯山脈
50°36′S 72°30′W / 50.600°S 72.500°W

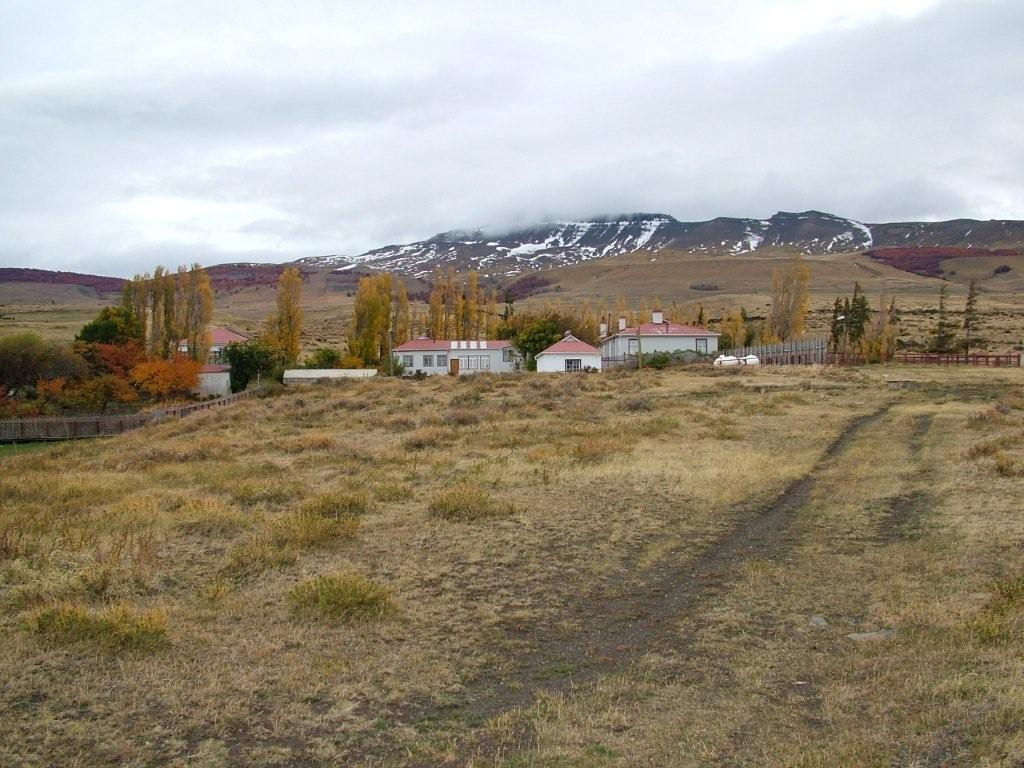

巴瓜萊斯山脈是南美洲的山脈，位於阿根廷和智利接壤的邊境，屬於安第斯山脈的一部分，東西橫跨60公里，最高點海拔高度2,084米，山體在更新世時期形成。